# Ми-24ПУ1
Ми-24ПУ1 (Мі-24ПУ1) — украинский вариант модернизации советского ударного вертолёта Ми-24П.

## История
В 2007 году Министерство обороны Украины заключило с Конотопским авиаремонтным заводом договор о разработке программы модернизации боевого вертолёта Ми-24 для Вооружённых сил Украины (ОКР «Helicopter»), соисполнителями которой стали ОАО «Мотор Сич», ГККБ «Луч», НПФ «Адрон», ЦКБ «Арсенал», Изюмский приборостроительный завод и французская компания «SAGEM D.S.». Программа предусматривала «двухуровневую модернизацию» вертолёта с использованием агрегатов французского и украинского производства. На финансирование программы в 2008—2009 годы было выделено 140 млн. гривен, из которых около 10 млн долларов США было перечислено французской стороне.
28 августа 2008 года завод представил демонстрационный образец вертолёта Ми-24П, на который были установлены двигатели ТВ3-117ВМА-СБМ1В производства ОАО «Мотор Сич». В дальнейшем вертолёт был направлен на государственные испытания.
В январе 2012 года при участии французской компании «SAGEM D.S.» был изготовлен первый модернизированный боевой вертолёт Ми-24П (бортовой номер «01»), который был принят на вооружение украинской армии в мае 2012 года под наименованием Ми-24ПУ1.
В июне 2014 года на Конотопском авиаремонтном заводе находились три вертолёта Ми-24ПУ1 (стоимость модернизации одного вертолёта составляла 3 млн гривен), которые требовали незначительных расходов на завершение ремонта.
По официальным данным Министерства обороны Украины, опубликованным в справочном издании «Белая книга Украины», в 2014 году в Вооружённые силы передали один вертолёт Ми-24ПУ1, который поступил в ВВС Украины, в 2015 году выполнение работ по модернизации вертолётов вооружённых сил Украины до уровня Ми-24ПУ1 продолжалось, но в войска не передали ни одного вертолёта этого типа.
В сентябре 2016 года было объявлено о намерении передать три находившихся на Конотопском авиазаводе Ми-24ПУ1 армейской авиации Украины и в октябре 2016 года они были переданы в войска.
В 2018 году продолжались работы по модернизации Ми-24 до уровня Ми-24ПУ1, и на вооружение ВВС Украины был принят комплексный тренажёр КТВ-24ПУ1 для подготовки экипажей вертолёта Ми-24ПУ1.
26 октября 2021 Конотопский авиаремонтный завод передал в войска три Ми-24ПУ1.

## Описание
Экипаж вертолёта составляет три человека, взлётный вес — 12 000 кг, скорость — до 320 км/ч.
В ходе модернизации Ми-24 до уровня Ми-24ПУ1 производится капитальный ремонт и ремоторизация вертолёта (в ходе которой устанавливают два новых, более мощных двигателя ТВ3-117ВМА-СБМ1В-02 производства «Мотор Сич»), что позволило увеличить высоту полёта (на 1500 м) и грузоподъёмность (на 1000 кг). Ресурс новых двигателей составляет 12 000 часов. Как сообщил в интервью глава Департамента разработок и закупки вооружений и военной техники Министерства обороны Украины Андрей Артюшенко, новые двигатели «обеспечивают возможность эксплуатации вертолёта при температурах до +52 градусов по Цельсию».
Также устанавливаются станция оптико-электронного подавления «Адрос» КТ-01АВ, система сбора и регистрации полётной информации БУР-4-1-07, модернизированный авиационный стрелковый прицел АСП-17ВПМ-В (производства киевского ЦКБ «Арсенал»), лазерная система формирования прицельной марки ФПМ-01кв и проводится изменение системы освещения кабины с целью обеспечить возможность пилотирования в очках ночного видения (прибор ночного видения устанавливается на шлем, поэтому вертолёт укомплектован шлемами нового образца).
ПТУР «Штурм-В» заменяют на разработанный ГККБ «Луч» 130-мм ПТУР «Барьер-В».
Пакет оборудования французского производства от SAGEM D.S. изначально должен был включать в себя многофункциональный дисплей, прицельную станцию OLOSP 410, систему видео-аудио регистрации VS-1500, бортовой вычислитель, инерциально-спутниковую систему навигации SIGMA 95L и генератор цифровой карты Mercator. В 2012 году был утверждён комплект оборудования в составе спутниковой навигационной системы GРS МАР-695, ультракоротковолновой радиостанции КY-196В, аварийного радиомаяка ЕВС-406АFНМ, а также радиолокационного ответчика GТХ-327 с датчиком высоты АК-350.
После завершения ремонта и модернизации вертолёт получает новое лакокрасочное покрытие.
Стоимость модернизации одного Ми-24П до уровня Ми-24ПУ1 по состоянию на начало 2017 года составляла около 25 млн гривен.

## Страны-эксплуатанты
- Украина[1].